# Ordina Open 2002
Ordina Open 2002 — тенісний турнір, що проходив на кортах з трав'яним покриттям у Росмалені (Нідерланди). Належав до серії International в рамках Туру ATP 2002, а також серії Tier III в рамках Туру WTA 2002. Тривав з 17 до 23 червня 2002 року.

## Фінальна частина

### Одиночний розряд, чоловіки
Шенг Схалкен —  Арно Клеман 3–6, 6–3, 6–2
- Для Схалкена це був єдиний титул за сезон і 13-й — за кар'єру.

### Одиночний розряд, жінки
Елені Даніліду —  Олена Дементьєва 3–6, 6–2, 6–3
- Для Даніліду це був єдиний титул за сезон і 1-й — за кар'єру.

### Парний розряд, чоловіки
Мартін Дамм /  Цирил Сук —  Паул Гаргейс /  Браян Макфі 7–6(8–6), 6–7(6–8), 6–4
- Для Дамма це був 3-й титул за сезон і 23-й — за кар'єру. Для сука це був 3-й титул за сезон і 25-й — за кар'єру.

### Парний розряд, жінки
Кетрін Берклей /  Мартіна Мюллер —  Б'янка Ламаде /  Магдалена Малеєва 6–4, 7–5
- Для Берклей це був 2-й титул за сезон і 2-й — за кар'єру. Для Мюллер це був 2-й титул за сезон і 2-й — за кар'єру.